# Aqua vitae

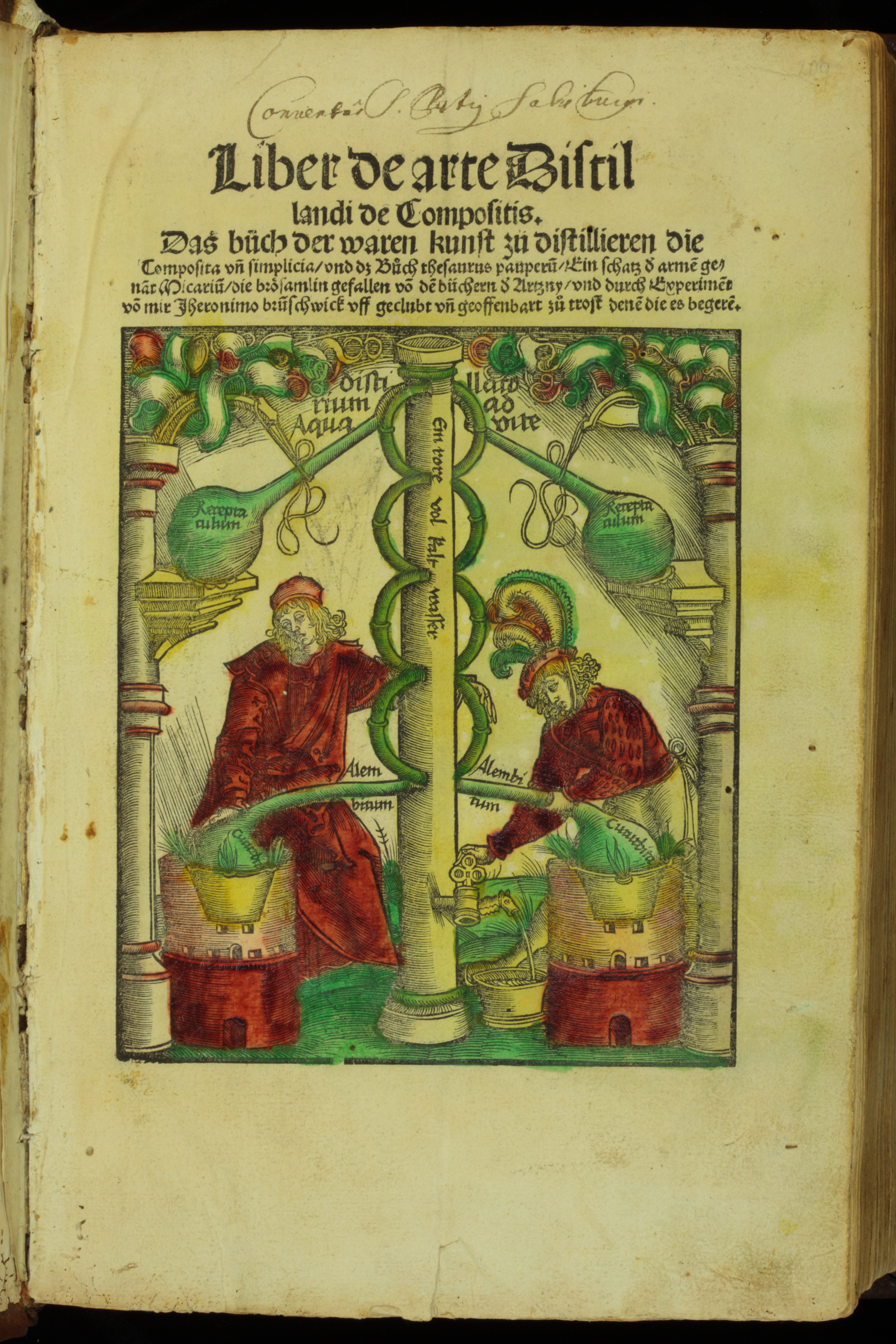
Representação artística do aparelho de destilação para aqua vitae, de Liber de arte Distillandi, de Hieronymus Brunschwig, 1512

Aqua vitae/ˌækwə ˈviːteɪ/ (latim para "água da vida") ou aqua vita é um nome arcaico para uma solução aquosa concentrada de etanol. Esses termos também podem ser aplicados ao etanol fraco sem retificação. O uso foi difundido durante a Idade Média e o Renascimento, embora sua origem seja provavelmente muito anterior. Este termo latino aparece em uma ampla gama de formas dialéticas em todas as terras e povos conquistados pela Roma antiga. Geralmente, o termo é um nome genérico para todos os tipos de destilados, e acabou por se referir especificamente aos destilados de bebidas alcoólicas (licores).
A aqua vitae era tipicamente preparada por destilação de vinho e em textos ingleses também era chamada de aguardente ardente, espírito de vinho, ou espírito de vinho, um nome que poderia ser aplicado ao conhaque que havia sido repetidamente destilado.
O termo foi usado pelo alquimista do século XIV João de Rupescissa, que acreditava que a substância recém-descoberta do etanol era uma "quinta essência" ou quintessência imperecível e vivificante, e que estudou extensivamente suas propriedades médicas.
Aqua vitae era muitas vezes uma fonte etimológica de termos aplicados a importantes destilados produzidos localmente. Exemplos incluem uísque (do gaélico uisce beatha), eau de vie na França, acquavite na Itália e akvavit na Escandinávia, okowita na Polônia, оковита (okovyta) na Ucrânia, акавіта (akavita) na Bielorrússia e яковита (yakovita) em dialetos do sul da Rússia.